# 巴瓊寺
巴瓊寺是一座位於現柬埔寨暹粒省的小廟宇，它是由高棉國王罗贞陀罗跋摩二世以及他的博學佛教大臣迦維因陀羅梨摩多那於10世紀中葉建造。它位於吴哥古迹的皇家浴池以南約400公尺（1,300 英尺）處。
巴瓊寺由三座直列式磚塔（目前狀況不佳）組成，建築群聳立在同一個平台上，四周設有圍牆和護城河，東面有一個瞿布羅。
在建築物的門柱上，有提到迦維因陀羅梨摩多的佛教銘文，他是建造皇家浴池、東湄本寺的建築師（或負責建築的官員），巴瓊寺附近有房屋和一座佛寺，但這些木結構建築現已不存。
在1952年的考古挖掘過程中，考古學家在北部和中央的塔樓中，發現了帶有雅卻圖的石板，東方學家乔治·赛代斯曾重建這些石板，並且試圖將其與門框上提到的佛教神靈聯繫起來。
目前巴瓊寺的每座塔上都有三個不同的人所簽名的不同銘文。三首詩的最後一節都將大象稱為「堤壩的破壞者」。

## 圖片

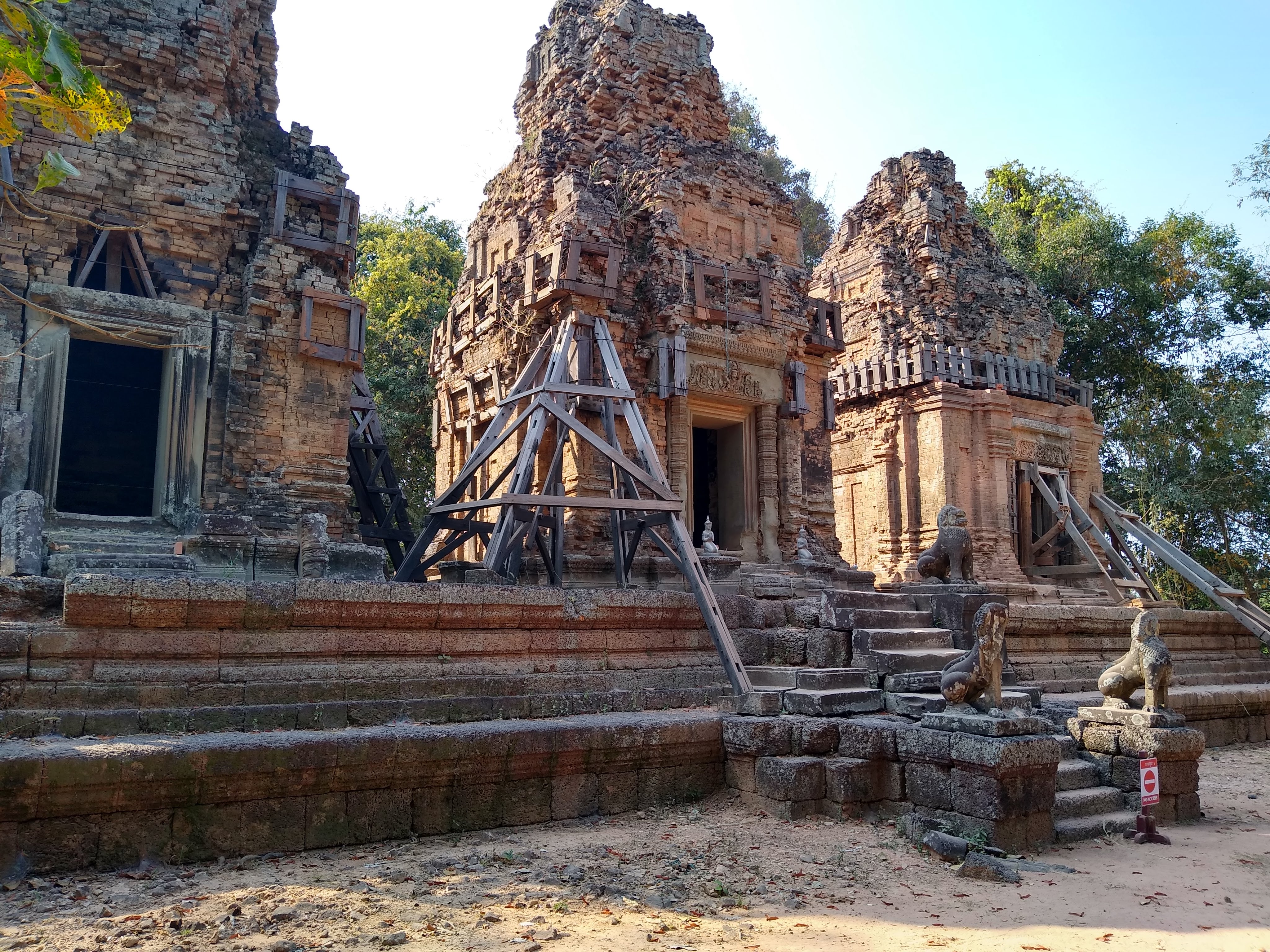
寺廟
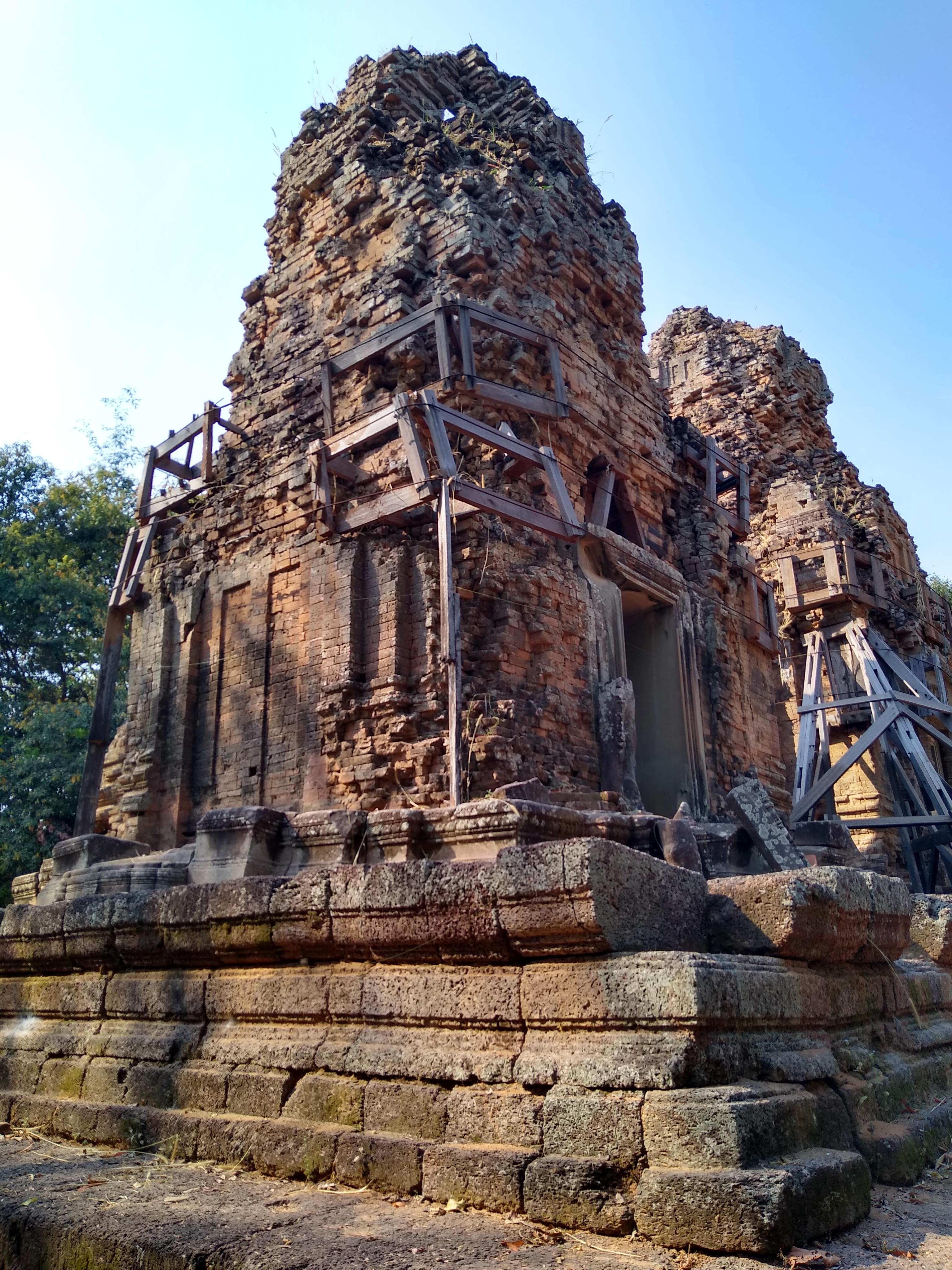
左塔
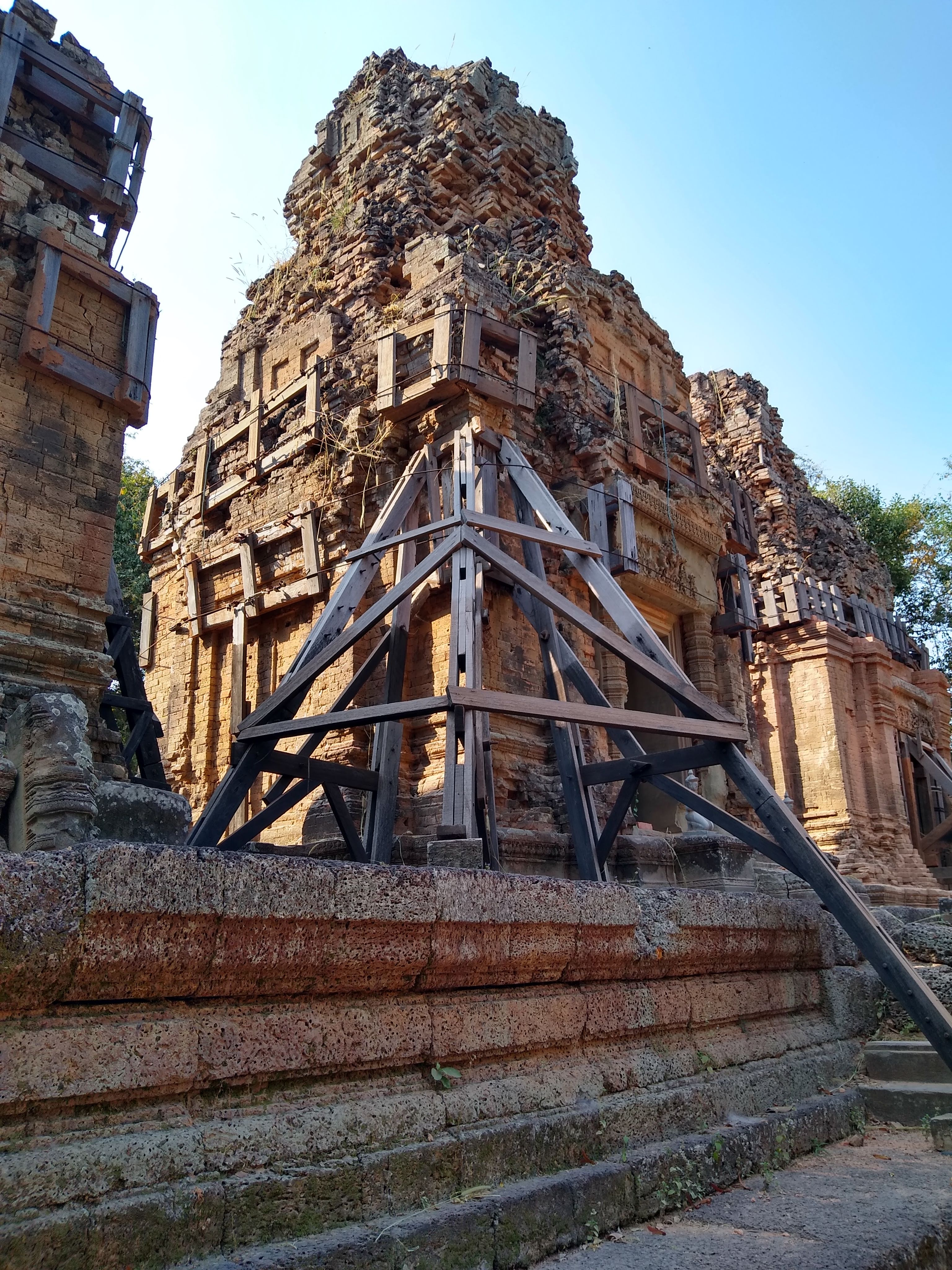
中塔
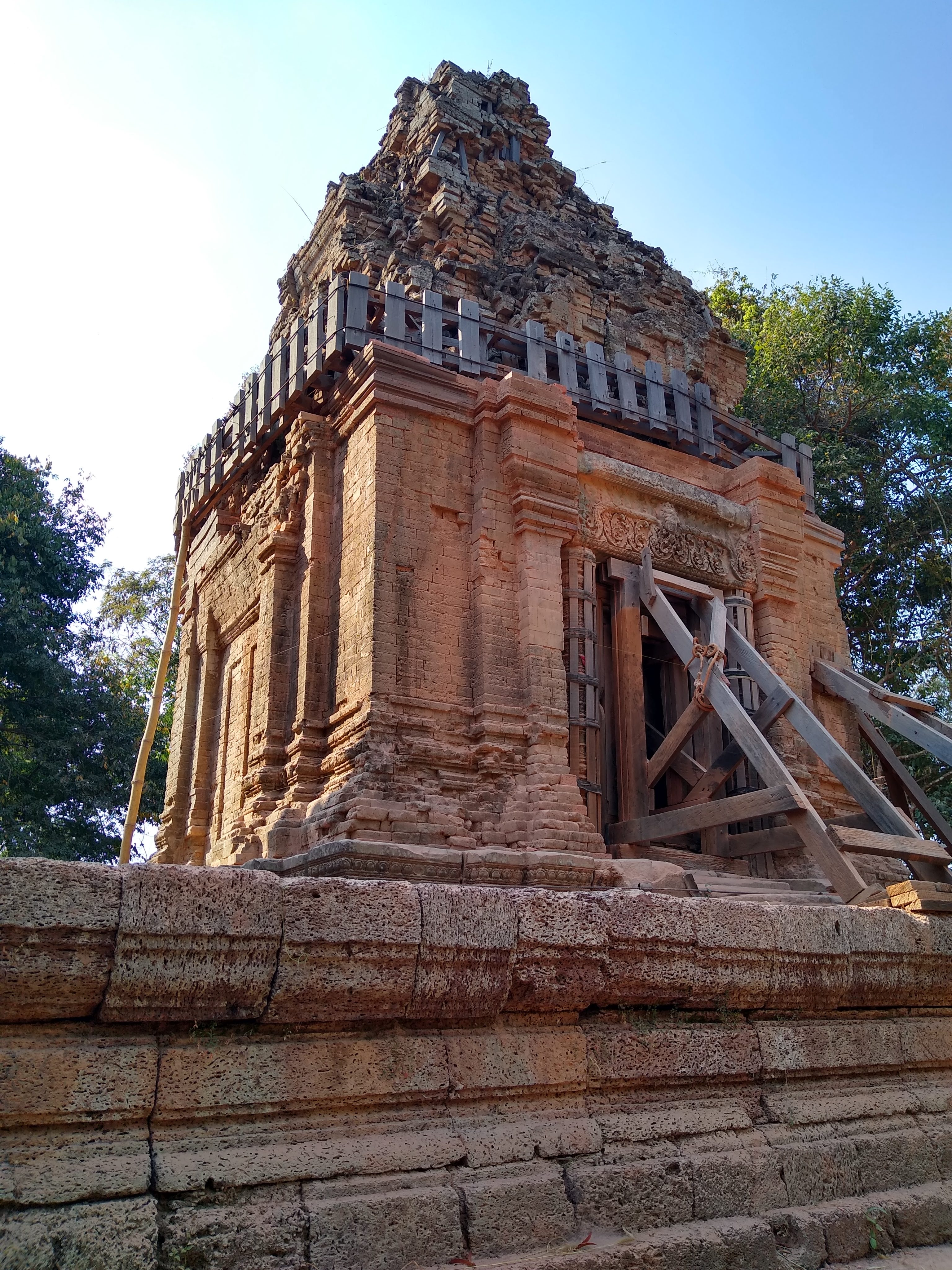
右塔
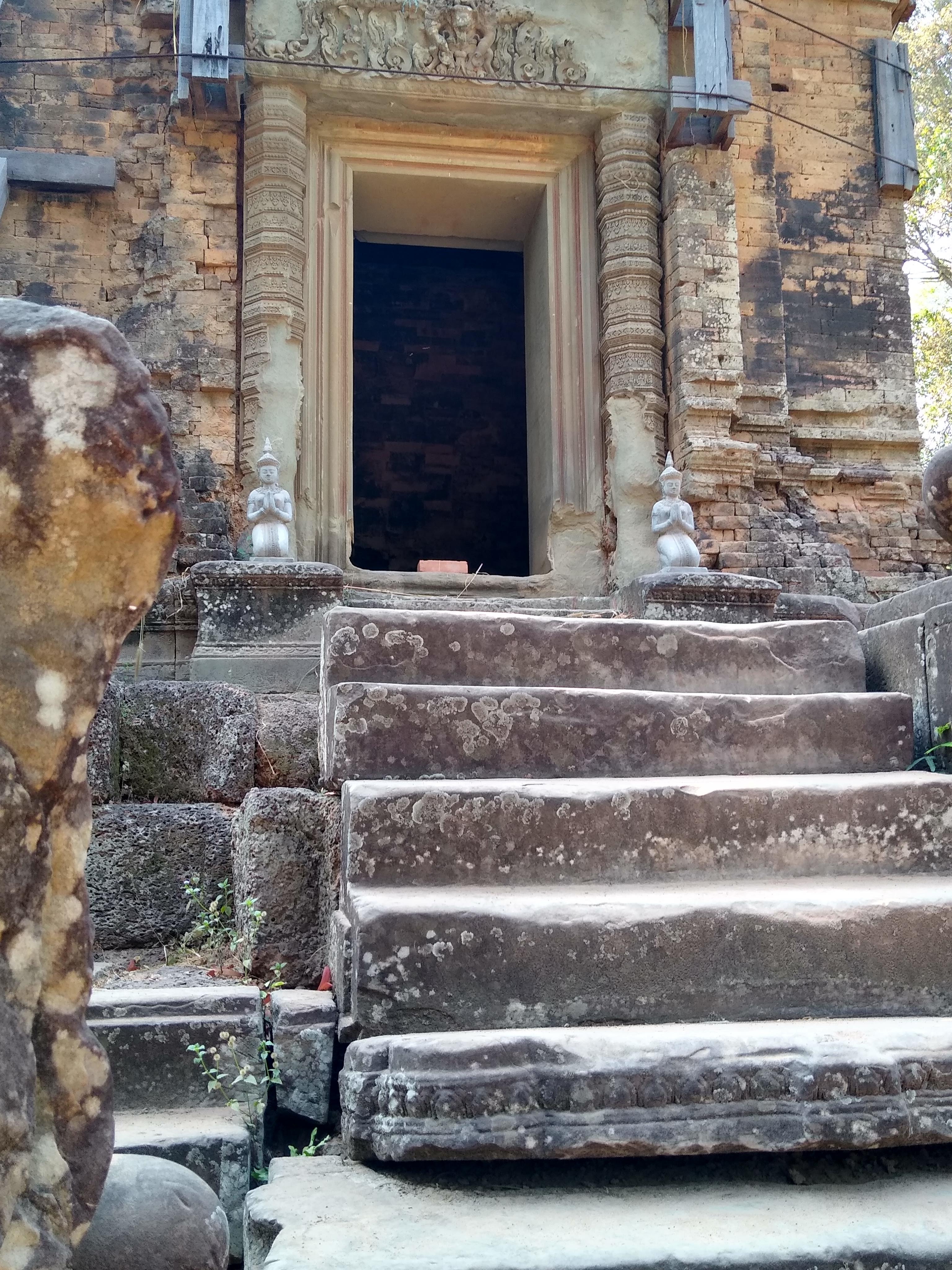
通往中塔的門
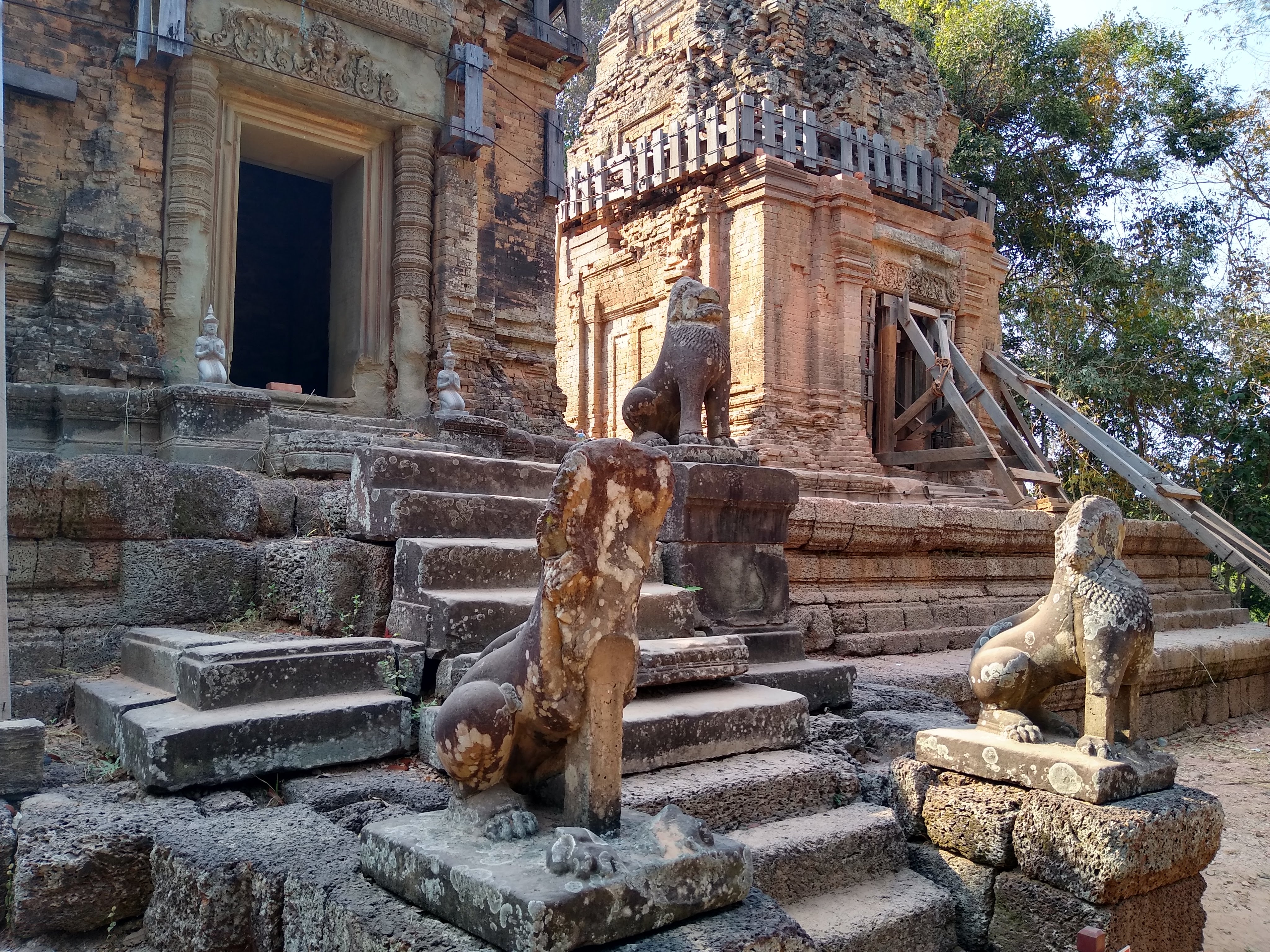
石獅子